# Hans Hollein
Hans Hollein (Beč, 30. ožujka 1934.) je jedan od najvažnijih austrijskih modernih arhitekata i dizajnera; dobitnik Pritzkerove nagrade za arhitekturu (1985.), poznat i kao jedan od prvih autora postmodernizma (postmoderna arhitektura). 

## Životopis
Hans Hollein je rođen u obitelji rudarskih inženjera. Najprije je studirao arhitekturu na Akademiji likovnih umjetnosti u Beču kod Clemensa Holzmeistera. Radio je u nekoliko agencija sa sjedištem u Sjedinjenim Državama i Švedskoj. Studij je nastavio u Chicagu, gdje je diplomirao 1959. god. na Illinois Institute of Technology, te magistrirao 1960. god. na Sveučilištu Berkeley u Kaliforniji.
Godine 1964. se vratio u Beč da pokrene vlastitu agenciju, Atelier Hollein. Bio je urednik časopisa BAU („izgradnja”) od 1964. – 1970. god. Pored toga, radio je kao dopisnik domaćih i stranih novina. Prije međunarodne slave, Hans Hollein je bio gostujući profesor na mnogim školama, kao što su Sveučilište Washington u St. Louisu, Sveučilište Yale, Sveučilište Kalifornije (UCLA) i Ohio State University, Columbus. Također je bio i profesor dizajna i arhitekture na Umjetničkoj akademiji u Düsseldorfu.
Na međunarodnoj sceni je prisutan od uređenja Muzeja Abteiberg u Mönchengladbachu (Njemačka) od 1972. – 82. god. u kojemu je definirao svoj postmoderni stil gdje „arhitektura određuje psihičko i fizičko stanje”. Izvedbom zgrade Haas-Haus u Beču (1985. – 1990.) potvrdio je svoje ideje i obogatio ih raskošnim detaljima.

## Djela
Hollein je u svom djelu „Sve je arhitektura” (Alles ist Architektur) još 1967. godine objasnio temelje svog djelovanja pri čemu „čovjek stvara umjetne uvjete, arhitektura određuje fizičko stanje”. Naime, on na arhitekturu ne gleda kroz materijalnost i strogo podupire teoriju da je život potaknut arhitekturom, a ne obrnuto. Zato on koristi sva područja vezana uz umjetnost, kao što su slikarstvo ili dizajn, što zbunjuje i ove discipline. On je zamislio tzv. "megalitski grad" kroz niz kolaža, te je obožavatelj izmjena svrhe, u umjetnosti kao i u arhitekturi.
Njegova djela su obilježena izrazitim smislom za detalje i korištenje plemenitih materijala poput mramora ili bakra.
Arhitektura je kontrola tjelesne topline - zaštitno kućište.
Arhitektura je definicija - specifikacija - prostor okruženja.

### Kronolški popis važnijih djela
- 1964. – 1965. : Tvornica svijeća Retti, Beč, Austrija fotografije
- 1967. – 1969 : Galerija Feigen, New York, SAD
- 1972. : Zlatara Schullin, Beč, Austrija
- 1972. – 1982. : Muzej Abteiberg, Mönchengladbach, Njemačka
- 1977. – 1978 : Muzej stakla i keramike, Teheran, Iran
- 1983. : Rauchstrasse, Berlin, Njemačka
- 1987. – 1991. : Museum für Moderne Kunst, Frankfurt, Njemačka
- 1990. : Haas-Haus, Beč, Austrija
- 1992. – 2002. : Zemaljski muzej Donje Austrije (Niederösterreichisches Landesmuseum), St. Pölten, Austrija
- 1994. – 2000. : Toranj Generali Media, Donaukanal, Beč, Austrija
- 1996. – 2000. : Sredite Interbank-a, Lima, Peru
- 1996. – 2001. : Austrijsko veleposlanstvo u Berlinu, Njemačka fotografije  Arhivirana inačica izvorne stranice od 21. ožujka 2009. (Wayback Machine)

- 1997. – 2002. : Centrum Bank u Vaduzu, Lihtenštajn (u suradnji s tvrtkom Bargetze+Partner)
- 1997. – 2002. : Vulcania - Europski centar vulkanologije u Auvergneu, Francuska fotografije
- 2001. – 2003. : Muzej Albertina u Beču
- 2004. – 2008. : Hotel Hilton, Beč
- 2006. – 2011 : Pezet 515, Lima, Peru
- 2010.- : SBF toranj, Shenzhen, Kina (dovršetak planiran 2014.)
- Guggenheim ('Museum im Mönchsberg'), Salzburg, Austrija ( u planu od 1989.)

- Austrijska ambasada u Berlinu (1997. – 2001.)
- Centrum Bank u Vaduzu (1997. – 2002.)
- Muzej Albertina u Beču (2003.)
- Zemaljski muzej Donje Austrije, St. Pölten (1992. – 2002.)

## Vanjske poveznice
- Renzo Piano Building Workshop, službene stranice
- Biografija na stranicama Pritzkerove nagrade (engl.)
- Profile na GreatBuildings.com